# 2022년 2월 하르키우 집속탄 폭격
2022년 2월 28일, 2022년 러시아의 우크라이나 침공 중 벌어진 하르키우 전투에서 러시아군이 가한 일련의 발사체 공격으로 9명의 민간인이 사망하고 37명이 부상했다. 러시아군은 집속탄을 공격에 사용했다. 인구 밀도가 높은 지역에서 사용된 집속탄의 무차별성으로 인해, 휴먼 라이츠 워치는 이번 공격을 잠재적인 전쟁 범죄라고 말했다.

## 공격
2022년 2월 28일 오전 10시경 하르키우 전투 중 러시아군은 하르키우의 세 곳의 다른 주거 지역에 그라드 로켓을 발사했다. 이 공격으로 9명의 민간인이 사망했다. 4명은 통금 시간 사이에 물을 구하고 쇼핑을 하기 위해 대피소를 나왔을 때 사망했다. 부모와 세 자녀의 일가족은 차 안에서 산 채로 불에 탔다. 공격을 받은 위치는 하르키우 공업지구와 셰우첸키우스키 지구 사이 드문드문 있던 주거용 건물과 놀이터였다. 도시의 폭발은 오후 2시 23분까지 기록되었다.

## 조사
휴먼 라이츠 워치는 공격을 조사한 결과 러시아군이 수십 개의 소군탄이나 폭탄을 공중에서 분산시키는 BM-30 집속탄을 사용했다고 결론지었다. 국제 조약에는 집속탄의 광범위한 피해와 민간인에 대한 위험으로 인해 집속탄 사용을 금지하고 있다. 공격 지점 400m 이내에 군사 표적이 없었고, 인구 밀도가 높은 지역에서 사용된 이러한 무기의 무차별적인 특성으로 인해 휴먼 라이츠 워치는 이것이 러시아의 전쟁 범죄로 규정지을 수도 있다고 추정했다.

## 같이 보기
- 러시아의 전쟁 범죄
- 미콜라이우 집속탄 폭격